# تنغرية
التنغرية أو السماوية (بالإنجليزية: Tengrism) هي الديانة العرقية للشعب التركي بكل أعراقه من كازاخ وأوزبك وغيرهم قبل مجيء الإسلام من الشرق الأوسط وكلمة تنغرية تعني حرفيًا السماء الزرقاء في التركية القديمة.

## النشأة
يقال أن التنغرية نشأت في وقت ما في فترة العصر البرونزي (ما بين 3600 و 1200 قبل الميلاد). إبتكرها سكان جبال ألتاي في وسط آسيا، وهي ديانة توحيدية تعتمد بشكل كبير على عبادة الأسلاف وهي تشبه إلى حد كبير أيضاً الديانة الشامانية. ليس هنالك كتاب مقدس كما في باقي الديانات ومعظم اعتقاداتهم الأولية من الصعب التوصل إليها. ولكن هناك فرضيات بأن المغول بشمال القوقاز كانوا يعبدون إله يدعى تنكري، والذي يقال أنهم كانوا يقدمون أحصنة كأضحيات له.
أهم أعيادهم يعرف بعيد الغطاس التنغري ويصادف يوم 23 ديسمبر. تقاليد ذلك اليوم تعود إلى القرن الخامس الميلادي، وتتضمن إحضار شجرة شبيهة بأشجار أعياد الميلاد إلى المنزل وتزيينها. ذلك الطقس فقد شعبيته أثناء فترة المغول، ولكن التنغرية لا تزال تتم ممارستها حتى اليوم. حتى أن هناك بعض السياسيين في قيرغيزستان يطالبون بأن تصبح الديانة الرسمية للدولة. فحديثاً بدأت تنتشر في دول مثل تتارستان، كازاخستان، قيرغيزستان، وغيرها عقب تفكك الاتحاد السوفيتي.